# Explota, explota
Explota, explota es una película de comedia musical y aventura española de 2020, protagonizada por Ingrid García Jonsson, Verónica Echegui y Fernando Guallar, entre otros. La película contiene versiones de canciones de Raffaella Carrà y está dirigida por Nacho Álvarez.
La película recaudó en los cines españoles algo más de 490.000 € en sus cuatro semanas de proyección en pandemia sobre un presupuesto de 2,9 € millones. La película contó con una subvención de 700.000 € en las ayudas generales del estado a la producción de largometrajes. En octubre de 2023 se estrenó su adaptación a teatro musical en Capitol Gran Vía de Madrid bajo el título de Bailo Bailo.

## Sinopsis
María es una bailarina joven, sensual y con ansias de libertad en el año 1973, una época que en España estuvo marcada por la rigidez y la censura, especialmente en televisión. Con ella descubriremos cómo hasta el más difícil de los sueños puede convertirse en realidad. Y todo ello contado a través de los grandes éxitos de Raffaella Carrà.

## Reparto
- Ingrid García Jonsson como María.
- Verónica Echegui como Amparo.
- Fernando Guallar como Pablo Cuesta.
- Giuseppe Maggio como Massimiliano.
- Fran Morcillo como Lucas.
- Fernando Tejero como Chimo.
- Pedro Casablanc como Celedonio Cuesta.
- Carlos Hipólito como Ismael.
- Natalia Millán como Rosa.

## Banda sonora
El tema principal de la película, «En el amor todo es empezar» es una canción de la cantante Raffaella Carrà y que fue versionado por la cantante Ana Guerra, quién grabó la sintonía acompañada de un videoclip mezclado con escenas de la película.

## Premios y nominaciones
| Año           | Categoría                                | Receptor                     | Resultado |
| ------------- | ---------------------------------------- | ---------------------------- | --------- |
| Premios Goya  |                                          |                              |           |
| 2020          | Mejor interpretación femenina de reparto | Verónica Echegui             | Nominada  |
| 2020          | Mejor diseño de vestuario                | Cristina Rodríguez           | Nominada  |
| 2020          | Mejor maquillaje y peluquería            | Milu Cabrer y Benjamín Pérez | Nominado  |
| Premios Feroz |                                          |                              |           |
| 2021          | Mejor actriz de reparto                  | Verónica Echegui             | Ganadora  |
| 2021          | Mejor música original                    | Roque Baños                  | Nominado  |
| 2021          | Mejor tráiler                            | Miguel Ángel Trudu           | Nominado  |

## Distribución por plataformas digitales
A finales de 2020, Amazon Prime Video anunció la intención de contar con la película en su catálogo. Finalmente, el 25 de enero de 2021 el musical fue añadido al catálogo de películas de la plataforma de streaming. El título con el que la película se distribuye para el habla inglesa es «My Heart Goes Boom!» (en inglés: ¡Mi corazón va a bum!), para el habla italiana es «Ballo, ballo» (en italiano: Baile, baile), mientras que para otras hablas como la francesa o la catalana se conservó el título en español.